# Duque de Cornualles
Duque de Cornualles es un título de la nobleza de Inglaterra, que tradicionalmente es otorgado al heredero del monarca británico. El ducado de Cornualles fue el primer ducado creado en Inglaterra y fue establecido por decreto real en 1337. El presente duque es el príncipe Guillermo de Gales, el hijo mayor del rey Carlos III del Reino Unido. Este título de duque es el último en el Reino Unido que todavía está asociado con un ducado real, el de Cornualles. Sólo hay otro ducado real en el Reino Unido, el ducado de Lancaster, pero no ha habido un duque de Lancaster desde que el ducado se unió con la corona en 1413.

## Historia
Según una leyenda, Gorlois, duque de Cornualles se rebeló contra el rey Uther Pendragon cuando éste se obsesionó con la mujer de Gorlois, Igraine. Uther asesinó a Gorlois y se casó con Igraine, y como resultado de esta unión nació el futuro Rey Arturo.
El ducado de Cornualles siempre ha pertenecido al hijo mayor del soberano. Cornualles fue el primer ducado que se concedió en Inglaterra, habiendo sido creado para Eduardo, el Príncipe Negro, el hijo mayor de Eduardo III de Inglaterra en 1336. Después de la prematura muerte del príncipe negro, el rey volvió a crear el ducado para su hijo, el futuro Ricardo II de Inglaterra. Según el acuerdo de 1421, el ducado pasa al heredero del soberano.
Si el hijo mayor del soberano muere, su hijo/a mayor no hereda el ducado. Sin embargo, si el hijo mayor del soberano muere sin hijos, su hermano más próximo obtendría el ducado. Siguiendo estas reglas está el principio de que sólo el hijo de un soberano, nunca un nieto aunque sea el heredero, puede ser Duque de Cornualles. Es posible que un individuo sea príncipe de Gales y heredero al trono sin ser duque de Cornualles. Por ejemplo, el heredero de Jorge II de Gran Bretaña, el que sería Jorge III del Reino Unido, fue príncipe de Gales pero no duque de Cornualles (por ser el nieto del rey, no su hijo).
El territorio de Cornualles posee una lengua propia, el córnico.

## Lista de duques de Cornualles
| Duque de Cornualles           | Padre                                    | Desde                                 | Hasta                                     |
| ----------------------------- | ---------------------------------------- | ------------------------------------- | ----------------------------------------- |
| Príncipe Negro                | Enrique III                              | 1337 (Parlamento)                     | 1376 (muerte)                             |
| Ricardo II                    | Príncipe Negro                           | 1376                                  | 1377 (Accedió al trono como Ricardo II)   |
| Enrique V                     | Enrique IV                               | 1399 (Parlamento)                     | 1413 (Accedió al trono como Enrique V)    |
| Enrique VI                    | Enrique V                                | 1421 (nacimiento)                     | 1422 (Accedió al trono como Enrique VI)   |
| Eduardo de Westminster        | Enrique VI                               | 1453 (nacimiento)                     | 1471 (muerte)                             |
| Eduardo V                     | Eduardo IV, duque de York                | 1470                                  | 1483 (Accedió al trono como Eduardo V)    |
| Eduardo, Conde de Salisbury   | Ricardo III                              | 1483 (Inicio del reinado del padre)   | 1484 (muerte)                             |
| Arturo Tudor                  | Enrique VII                              | 1486 (nacimiento)                     | 1502 (muerte)                             |
| Enrique VIII                  | Enrique VII                              | 1502 (muerte de su hermano Arturo)    | 1509 (Accedió al trono como Enrique VIII) |
| Enrique                       | Enrique VIII                             | 1511 (nacimiento)                     | 1511 (muerte)                             |
| Enrique                       | Enrique VIII                             | 1514 (nacimiento)                     | 1514 (muerte)                             |
| Enrique                       | Enrique VIII                             | 1534 (nacimiento)                     | 1534 (muerte)                             |
| Eduardo Tudor                 | Enrique VIII                             | 1536 (nacimiento)                     | 1536 (muerte)                             |
| Eduardo VI                    | Enrique VIII                             | 1537 (nacimiento)                     | 1547 (Accedió al trono como Eduardo VI)   |
| Enrique Estuardo              | Jacobo I                                 | 1603 (inicio del reinado del padre)   | 1612 (muerte)                             |
| Carlos I                      | Jacobo I                                 | 1612 (Muerte de su hermano Enrique)   | 1625 (Accedió al trono como Carlos I)     |
| Carlos Jacobo                 | Carlos I                                 | 1629 (nacimiento)                     | 1629 (muerte)                             |
| Carlos II "el Alegre Monarca" | Carlos I                                 | 1630 (nacimiento)                     | 1649 (Accedió al trono como Carlos II)    |
| Jacobo Francisco Estuardo     | Jacobo II de Inglaterra y VII de Escocia | 1688 (nacimiento)                     | 1689                                      |
| Jorge II                      | Jorge I                                  | 1714 (Inicio del reinado del padre)   | 1727 (Accedió al trono como Jorge II)     |
| Federico Luis                 | Jorge II                                 | 1727 (Inicio del reinado del padre)   | 1751 (muerte)                             |
| Jorge IV                      | Jorge III                                | 1762 (nacimiento)                     | 1820 (Accedió al trono como Jorge IV)     |
| Eduardo VII                   | Victoria                                 | 1841 (nacimiento)                     | 1901 (Accedió al trono como Eduardo VII)  |
| Jorge V                       | Eduardo VII                              | 1901 (Inicio del reinado del padre)   | 1910 (Accedió al trono como Jorge V)      |
| Eduardo VIII                  | Jorge V                                  | 1910 (Inicio del reinado del padre)   | 1936 (Accedió al trono como Eduardo VIII) |
| Carlos III                    | Isabel II                                | 1952 (Inicio del reinado de la madre) | 2022 (Accedió al trono como Carlos III)   |
| Guillermo                     | Carlos III                               | 2022 (Inicio del reinado del padre)   |                                           |